# Organização Árabe para a Educação, Ciência e Cultura
A Organização Árabe para a Educação, Ciência e Cultura é uma das organizações da Liga Árabe, um organismo dedicado à preservação da cultura árabe. Sua sede está localizada no Cairo, no Egito.

## Membros
São 22 estados membros da OAECC, listados abaixo por data de adesão:
- 1970:  Jordânia  Argélia  Sudão  Síria  Iraque  Kuwait  Líbia  Egito  Iêmen
- 1971:  Bahrein  Palestina  Catar
- 1972:  Emirados Árabes Unidos  Arábia Saudita
- 1973:  Omã
- 1974:  Tunísia
- 1975:  Mauritânia
- 1976:  Marrocos  Somália
- 1978:  Djibuti
- 1985:  Líbano
- 2002:  Comores